# 范德廉
范德廉（1932年—），女，山东济南人，中国地质学家、沉积矿床学家，曾任中国科学院地质研究所研究员、博士生导师。